# Martin Møller
Martin Møller (Næstved, 18 maggio 1980) è un fondista danese, originario della Groenlandia.
Ha rappresentato la Danimarca a sette edizioni dei Campionati Mondiali (1999, 2003, 2005, 2013, 2015, 2017 e 2021) e ai XXII Giochi olimpici invernali, dove ha gareggiato nella sprint (54°), nella 15 km (58°), nella 50 km (45°) e nella skiathlon (51°). Ai XXIII Giochi olimpici invernali di Pyeongchang 2018 si è classificato 90º nella 15 km e 60º nella 50 km.
Ha inoltre vinto sei edizioni dell'Arctic Circle Race, gara che si disputa su 160 km in tre giorni a nord del Circolo polare artico.